# Norvegia ai XXII Giochi olimpici invernali
La Norvegia ha partecipato ai XXII Giochi olimpici invernali che si sono svolti dal 7 al 23 febbraio 2014 a Soči in Russia, con una delegazione composta da 118 atleti impegnati in 12 discipline.

## Curling
Dopo il Campionato mondiale di curling maschile 2012 e il Campionato mondiale di curling maschile 2013 la nazionale della Norvegia si è qualificata al torneo maschile.